# Steven Klein
Steven Klein (Cranston, 30 aprile 1965) è un fotografo e regista statunitense che vive a New York.

## Storia
Dopo aver studiato pittura alla Rhode Island School of Design, si è spostato nel campo della fotografia. Klein ha fotografato campagne pubblicitarie per Calvin Klein, D&G, Alexander McQueen, Gucci, Yves Saint Laurent e Nike ed è un regolare collaboratore di magazine come la versione statunitense e francese di Vogue, GQ, i-D, Numéro, L'Uomo Vogue, W e Arena Homme. I suoi lavori sono stati esposti in numerose mostre, le più recenti alla Gagosian Gallery, in California e alla Galleria Brancolini Grimaldi a Firenze. Klein è diventato noto ai media per gli scatti editoriali pubblicati da W Magazine con Madonna , Tom Ford, Brad Pitt e molti altri. Lavora spesso col direttore delle luci David Devlin.
Tra aprile e maggio del 2010 ha diretto il videoclip realizzato per il singolo Alejandro di Lady Gaga. Nel 2012 è stato direttore artistico e regista del mini movie di Lady Gaga per il suo nuovo profumo "Fame".

## X-STaTIC Pro=CeSS
Nel 2003, Klein collabora con Madonna, creando un'installazione chiamata X-STaTIC Pro=CeSS. Questa include foto tratte dalla sessione di W Magazine e sette video. L'installazione è stata fruibile dal 28 marzo al 3 maggio 2003 alla galleria di New York, Deitch Projects, per poi spostarsi per tutto il mondo in forma editata.

### Madonna
Madonna ha usato i video dell'installazione per il suo Re-Invention World Tour del 2004 durante la performance di The Beast Within e di Vogue. Madonna è diventata una assidua cliente di Klein, usando le sue foto per la copertina degli album Confessions on a Dance Floor e Hard Candy. Ha anche contribuito ai video del suo Confessions Tour e alle foto per svariate riviste tra cui quelle per W.

## Secret Ceremony
È stata una delle mostre più discusse di Klein presentata alla Galleria Cardi di Milano. La "Cerimonia Segreta" ha per protagonisti gli stilisti Domenico Dolce e Stefano Gabbana, ritratti in versione pasoliniana. Le foto mettono a nudo non solo i corpi dei due ma anche le loro ossessioni, paure e fantasie. Le fonti di ispirazione, oltre appunto a Pasolini, sono Fellini ed Helmut Newton.

## American Idols
Sono le foto che ritraggono la coppia Victoria e David Beckham innalzati al ruolo di "American Idols", in cui si celebra la forte carica sessuale dei due accostata allo stile underground del fotografo. L'obbiettivo degli scatti è stato quello di dare il benvenuto ufficiale alla mondanità statunitense da parte dei due inglesini che perdono tutto il loro aplomb inglese per avvicinarsi ad uno stile americano decisamente più ostentato ed immediato.